# Xiquexique tuberculatus

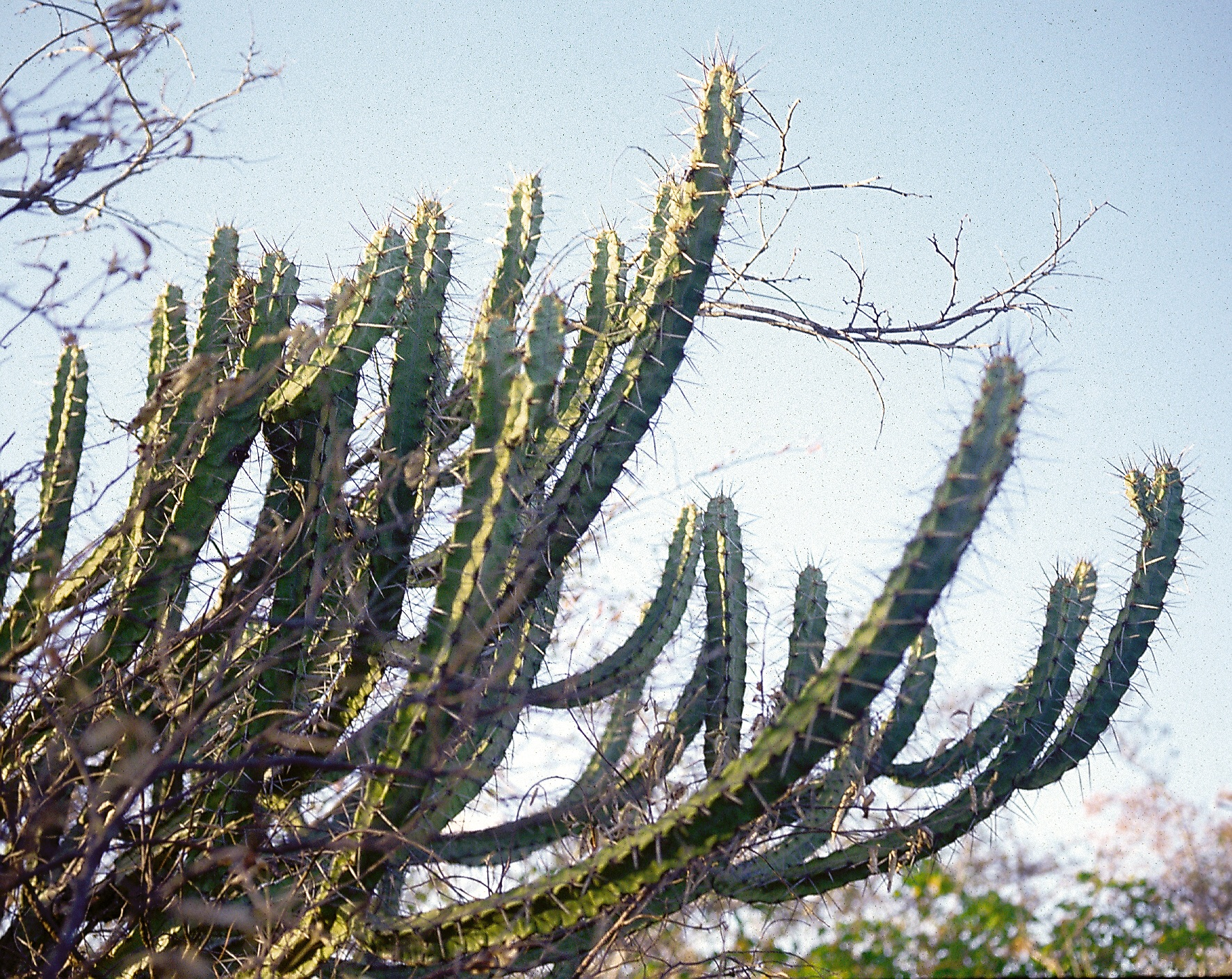
Xiquexique tuberculatus typische Kandelaberform im Habitat, Bahia

Xiquexique tuberculatus ist eine Pflanzenart in der Gattung Xiquexique aus der Familie der Kakteengewächse (Cactaceae). Das Artepitheton tuberculatus stammt aus dem Lateinischen, bedeutet ‚gehöckert‘ und verweist auf die gehöckerten Rippen der Triebe. Ein Trivialname ist „Caxacubri“.

## Beschreibung
Xiquexique tuberculatus wächst baumförmig mit einem oft deutlich ausgeprägten Stamm und erreicht Wuchshöhen von 2 bis 6 Metern. In der Nähe der Triebspitzen verzweigt sie reichlich, ist ausgebreitet und bis zu 6 Meter breit. Die stark verholzten, aufrechten bis schiefen, olivgrünen Triebe haben Durchmesser von 3 bis 6 Zentimetern und sind im Jugendstadium bewachst. Es sind 4 bis 6 Rippen mit auffälligen, schiefen Querfurchen vorhanden. Die Furchen zwischen den Rippen sind bogig. Die stechenden, etwas brüchigen, abstehenden Dornen sind anfangs hellbraun und vergrauen später. Von den 3 bis 5, 3 bis 4,2 Zentimeter langen  Mitteldornen ist der unterste meist der längste und häufig abwärts gebogen. Die 10 bis 12 ausstrahlenden, abwärts gebogenen Randdornen sind 4 bis 10 Millimeter lang. Der blühfähige Teil der Triebe ist nicht ausgeprägt. Blühfähige Areolen befinden sich in der Nähe der Triebspitze.
Die Blüten sind 6 bis 6,7 Zentimeter lang und weisen Durchmesser von bis zu 3 Zentimetern auf. Die kugelförmigen Früchte erreichen Durchmesser von bis zu 4 Zentimetern, reißen seitlich auf und enthalten ein magentafarbenes Fruchtfleisch.

## Verbreitung, Systematik und Gefährdung
Das Verbreitungsgebiet von Xiquexique tuberculatus erstreckt sich vom Nordwesten bis in den Nordosten des brasilianischen Bundesstaates Bahia und reicht bis in den Bundesstaat Pernambuco.
Die Erstbeschreibung als Pilocereus tuberculatus wurde 1933 von Erich Werdermann veröffentlicht. Pâmela Lavor und Alice Calvente stellten die Art 2020 in die Gattung Xiquexique. Weitere nomenklatorische Synonyme sind Pilosocereus tuberculatus (Werderm.) Byles & G.D.Rowley (1957) und Pseudopilocereus tuberculatus (Werderm.) Buxb. (1968).
In der Roten Liste gefährdeter Arten der IUCN wird die Art als „Least Concern (LC)“, d. h. als nicht gefährdet geführt.

## Nachweise

## Weiterführende Literatur
- Emerson Antônio Rocha, Isabel Cristina Machado, Daniela Cristina Zappi: Floral biology of Pilosocereus tuberculatus (Werderm.) Byles & Rowley: a bat pollinated cactus endemic from the „Caatinga“ in northeastern Brazil. In: Bradleya. Band 25, S. 125–128 (PDF).